# Twist of Faith
Pour plus de détails, voir Fiche technique et Distribution.
Twist of Faith (littéralement Entorse à la foi) est un film documentaire américain réalisé par Kirby Dick en 2004. 

## Synopsis
Le film relate l'histoire de Tony Comes qui, à la trentaine, a décidé de révéler la vérité sur les agressions sexuelles qu'il a subies par un prêtre catholique quand il avait 14 ans.

## Fiche technique
- Titre : Twist of Faith
- Réalisation : Kirby Dick
- Musique : Blake Leyh
- Montage : Matthew Wispy Clarke
- Production : Eddie Schmidt
- Société de production : Chain Camera Pictures et HBO Documentary Films
- Société de distribution : Chain Camera Pictures (États-Unis)
- Pays :  États-Unis
- Genre : Documentaire
- Durée : 87 minutes
- Dates de sortie : 
  -  États-Unis : 20 août 2004

## Distinctions
Le film fut nommé à l'Oscar du meilleur film documentaire.